# Hansine Pedersen
Jacobine Hansine Pedersen, född Nielsen 14 juli 1861 i Fyrendal, död 6 april 1941 i Sandby, var en dansk politiker (Det Radikale Venstre), rösträttsaktivist och kvinnosakskämpe.

## Biografi
Pedersen var dotter till läraren Jens Nielsen (1834–1921) och hans hustru Mariane Henriette Møller (ca. 1839–1883) och växte upp i Kundby utanför Holbæk. Föräldrarna var engagerade i det socialliberala partiet Det Radikale Venstre (RV) och hennes svåger var Kristjan Pedersen (Det Radikale Venstre), var jordbruksminister i Regeringen Zahle II. Hon gifte sig som 25-åring med lantbrukaren Niels Peter Pedersen och tillsammans drev de hans fädernesgård Viekær, som var belägen vid landsorten Sandby. Pedersen var djupt engagerad i den danska rösträtts- och kvinnorörelsen: Hon var styrelseledamot i en lokal förening för kvinnlig rösträtt i Svinninge och var med om att ansluta den till den nationella paraplyorganisationen Landsforbundet for Kvinders Valgret (LKV). Efter anslutningen blev hon ordförande för lokalföreningen i Kundby och var med om att upprätta en rad rösträttsföreningar i Holbæk med omnejd. Hon hade även nationella uppdrag som suppleant i LKV:s förbundsstyrelse (1911–1915) och skribent för förbundets medlemstidning Kvindevalgret. 1927 var hon också initiativtagare till upprättandet av en lokalavdelning av den feministiska organisationen Dansk Kvindesamfund i Kundby med omnejd och blev dess styrelseordförande.
Liksom sina föräldrar och släktingar var Pedersen också partipolitiskt engagerad i Det Radikale Venstre. Hon kom att tilldelas förtroendeposter inom den offentliga sektorn: 1908 blev hon styrelseledamot i hjælpekassen i Kundby, en kommunal institution som erbjöd ekonomisk hjälp till personer med särskilda ekonomiska svårigheter. En kort tid senare blev hon medlem av en sammanslutning av flera kommunala hjælpekasser i Holbæk amt. Inför de danska kommunvalet 1909 tilläts kvinnor att rösta och kandidera för första gången ställde hon upp som kandidat för partiet i Kundby. Hon valdes in i ortens sockenstämma, föregångaren till dagens ordning med kommunfullmäktige, och var en av två kvinnor från partiet som tilldelades ett mandat där. Detta mandat innehade hon till 1916. Samma år blev hon, som första kvinna, invald till Holbæk amtsråd (amtråd), den danska motsvarigheten till Sveriges landsting. Här hade hon plats i utskott som behandlade amtets budget, sjukvård- och skolsystem. Hon lämnade sin plats i amtsrådet 1922 efter att RV förlorat röster. Hon lyckades inte heller bli återvald till sockenrådet 1921.